# Dragon Quest II
Dragon Quest II (ドラゴンクエストII 悪霊の神々, Doragon Kuesuto Tsū Akuryo no Kamigami, lit. Dragon Quest II: Le Panthéon des esprits malfaisants), est un jeu vidéo de rôle développé par Chunsoft pour la société japonaise Enix. Il sort en 1987 sur NES au Japon puis en 1990 en Amérique du Nord.
Suite de Dragon Quest, le jeu rencontre le succès au Japon. Dans les années suivantes, il est réédité sur MSX, Super Famicom, Game Boy Color et téléphone mobile.

## Synopsis
Après avoir vaincu Dragonlord, notre héros retourne au château du roi Lorik. Il ramena à ce dernier la Boule Magique de Lumière. En échange de ses services, Lorik offre aux descendants de Roto le trône d'Alefgard. Cependant ce dernier refuse l'offre du roi car il veut créer son propre royaume. Il prend la mer avec la princesse Gwaelin pour trouver un pays. Gwaelin et son héros prennent possession de la terre de Torland où ils ont trois enfants. Le prince aîné hérite de la terre de Midenhall, le cadet, de la terre de Cannock et la princesse du royaume de Moonbrooke. Les pays ont prospéré pendant 100 ans... Mais un jour, Hargon un Sorcier décide de conquérir le monde... Il s'attaque d'abord au château de Moonbrooke. Le potentiel de défense de Moonbrooke n'a aucune chance face au pouvoir d'Hargon. Un soldat réussit à s'échapper du château. Blessé, il réussit à voyager jusqu'au royaume voisin de Midenhall. Après l'audition du soldat, le roi de Midenhall, descendant de Roto, envoie son fils combattre Hargon mais pas sans lui avoir conseillé de retrouver préalablement les autres descendants de Roto.

## Système de jeu
Dragon Quest II est le premier Dragon Quest à donner la possibilité de jouer avec plusieurs héros à la fois dans l'aventure et à permettre d'affronter plusieurs ennemis à la fois dans un seul combat. Le système de combat reste donc sensiblement le même que dans le premier Dragon Quest, mais est enrichi par cette pluralité des combattants dans le système de jeux.
Chaque combattant possède aussi ses propres caractéristiques.
Dragon Quest II est le premier Dragon Quest à inclure un moyen de transport en l’occurrence, un bateau qui sera présent dans plusieurs opus de la franchise et même dans les Final Fantasy.

## Personnages
- Le héros:

Il est le prince de Midenhall, après avoir entendu le pauvre soldat de Moonbrook, son père, le roi de Midenhall, lui demande de retrouver ses cousins éloignés, les autres descendants de Roto et du héros du 1er jeu, et ainsi mettre fin à la menace du terrible sorcier, Hargon.
Il est le guerrier du jeu, et ne peut jeter aucun sort.
- Le Prince de Cannock:

Votre cousin de Cannock vous rejoindra comme 2em membre de votre équipe, il a une petite sœur.
Il possède une force moyenne, mais excelle mieux dans les sorts de feu.
Il est l'armagicien du jeu.
- La princesse de Moonbrook:

Votre cousine a survécu, mais elle a été transformée en un chien!
Après l'avoir exposé au miroir de Ra, elle redeviendra humaine, et vous accompagnera pour venger son père et les citoyens de Moonbrook, mort au combat.
Elle est très faible physiquement, mais ses sorts de soins et  d'attaque sont très puissants.
Elle est la soigneuse du jeu.
- Hargon:

Ce prêtre maléfique est l'antagoniste principal jeu, on dit qu'il serrait au service du dieu de la destruction d'un autre monde, le puissant Malroth.

## Particularités
- La carte entière de Dragon Quest est contenue dans la carte du monde de Dragon Quest II.
- Dragon Quest II est le premier jeu de la série à avoir un jeu de hasard (casino).
- Il est le premier jeu de la série à permettre l'utilisation de clés de plusieurs types.
- Il est le premier jeu de la série où les combats ne sont plus obligatoirement à un contre un, de ce fait le héros au début de sa quête peut se retrouver à affronter plusieurs ennemis.
- La chanson thème original du jeu est Love Song Sagishite (Love Song 探して?), par Anna Makino, sortie en single au Japon en 1987.
- Le character design de Dragon Quest 2 a été réalisé par Akira Toriyama, le créateur de Dragon Ball.